# Connie Chung
Constance Yu-Hwa "Connie" Chung (nacida el 20 de agosto de 1946) es periodista estadounidense. Fue presentadora y reportera de las cadenas de televisión estadounidenses NBC, MSNBC, CBS y CNN. Chung está casada con el presentador del programa The Maury Show, Maury Povich. Tienen un hijo adoptivo.

## Cronología de su carrera
- 1983-1986: presentadora del programa "NBC News at Sunrise"
- 1989-1990: presentadora del programa "Saturday Night with Connie Chung"
- 1993-1995: presentadora del programa "Eye to Eye with Connie Chung"
- 1998–2002: presentadora del programa "20/20"
- 1999-2000: Corresponsal de "ABC 2000 Today"
- 2002–2003: presentadora de "Connie Chung Tonight"
- 2006: presentadora de "Weekends with Maury and Connie"